# Marmosa
Pour les articles homonymes, voir Souris-opossum.
Genre
Les Souris-opossums (Marmosa) forment un genre de marsupiaux de la famille des Didelphidae. Ce sont des opossums ou sarigues.
Ne pas confondre ce genre avec les souris marsupiales du genre Sminthopsis, ni avec les Souris-opossum des montagnes de nom scientifique Burramys parvus.

## Liste des espèces
- Sous-genre Eomarmosa Voss, Gutierrez, Solari, Rossi & Jansa 2014
  - Marmosa rubra Tate 1931
- Sous-genre Exulomarmosa Voss, Gutierrez, Solari, Rossi & Jansa 2014
  - Marmosa isthmica 
  - Marmosa mexicana Merriam 1897
  - Marmosa robinsoni Bangs 1898
  - Marmosa simonsi 
  - Marmosa xerophila Handley & Gordon 1979
  - Marmosa zeledoni
- Sous-genre Marmosa Gray 1821
  - Marmosa macrotarsus 
  - Marmosa murina (Linnaeus 1758)
  - Marmosa tyleriana Tate 1931
  - Marmosa waterhousei
- Sous-genre Micoureus Lesson 1842
  - Marmosa alstoni 
  - Marmosa constantiae 
  - Marmosa demerarae 
  - Marmosa germana
  - Marmosa paraguayana 
  - Marmosa jansae
  - Marmosa limaermosa limae
  - Marmosa meridaemosa meridae
  - Marmosa pardaarmosa parda
  - Marmosa perplexamosa perplexa
  - Marmosa phaea 
  - Marmosa rapposa
  - Marmosa regina 
  - Marmosa rutteri
- Sous-genre Stegomarmosa Pine 1972
  - Marmosa andersoni Pine 1972
  - Marmosa lepida (Thomas 1888)